# Vesec
Vesec är en stadsdel i Liberec i Tjeckien. Den ligger i regionen Liberec, i den norra delen av landet, 90 km nordost om huvudstaden Prag. Vesec ligger 394 meter över havet och antalet invånare är 4 762 (2011).
Terrängen runt Vesec är huvudsakligen kuperad, men den allra närmaste omgivningen är platt. Runt Vesec är det ganska tätbefolkat, med 75 invånare per kvadratkilometer. Närmaste större samhälle är Liberec, 4,2 km norr om Vesec. Omgivningarna runt Vesec är en mosaik av jordbruksmark och naturlig växtlighet.